# NGC 5263
NGC 5263 (również PGC 48333 lub UGC 8648) – galaktyka spiralna (Sc), znajdująca się w gwiazdozbiorze Psów Gończych. Odkrył ją William Herschel 11 kwietnia 1785 roku.